# (9145) Shustov
(9145) Shustov est un astéroïde de la ceinture principale.

## Description
(9145) Shustov est un astéroïde de la ceinture principale. Il fut découvert le 1er avril 1976 à Naoutchnyï par Nikolaï Tchernykh. Il présente une orbite caractérisée par un demi-grand axe de 2,63 UA, une excentricité de 0,16 et une inclinaison de 14,3° par rapport à l'écliptique.

## Compléments